# Супербоул LIV
Супербоул LIV — 54-й матч Супербоула, вирішальна гра Національної футбольної ліги у сезоні 2019 року. Матч пройшов 2 лютого 2020 року на «Hard Rock Stadium» у місті Майами-Гарденс (штат Флорида, США).
Це був шостий Супербоул у Маямі-Гарденс, де раніше проходили Супербоули 1989, 1995, 1999, 2007, 2010 років і шістнадцятим для штату Флорида.

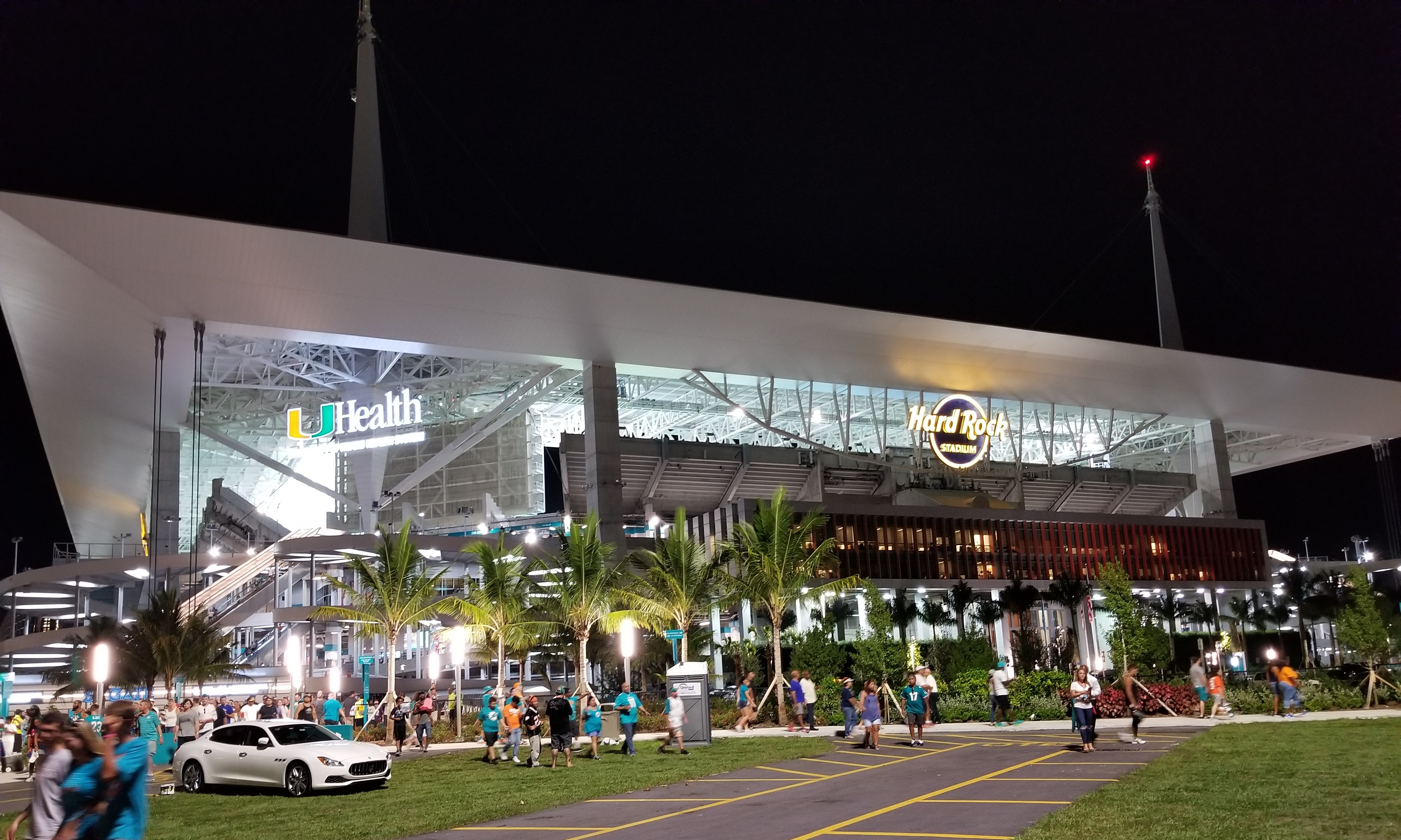
Hard Rock Stadium у Майами-Гарденсе, місце проведення Супербоул LIV.

У матчі отримали право грати краща команда Національної футбольної конференції — «Сан-Франциско» і Американської футбольної конференції — «Канзас-Сіти».